# Broderick Thomas
Broderick Lee Thomas (Houston, 20 febbraio 1967) è un ex giocatore di football americano canadese che ha giocato nel ruolo di defensive end nella National Football League (NFL).
Al college giocò a football a Nebraska

## Carriera professionistica
Thomas fu scelto come sesto assoluto nel Draft NFL 1989 dai Tampa Bay Buccaneers. La sua migliore stagione fu quella del 1991, in cui fece registrare 11 sack. L'anno seguente mise a segno gli unici due intercetti in carriera. In seguito giocò per Detroit Lions (1994), Minnesota Vikings (1995) e Dallas Cowboys (1996-1998).

## Palmarès
- Leader della NFL in fumble forzati: 1

1991

## Statistiche
| Sack       | 47,5 |
| Intercetti | 2    |